# 20 Масалија
20 Масалија (лат. 20 Massalia) је астероид главног астероидног појаса са пречником од приближно 145,50 km.
Афел астероида је на удаљености од 2,750 астрономских јединица (АЈ) од Сунца, а перихел на 2,067 АЈ.
Ексцентрицитет орбите износи 0,141, инклинација (нагиб) орбите у односу на раван еклиптике ,707 степени, а орбитални период износи 1365,607 дана (3,738 године).
Апсолутна магнитуда астероида је 6,50 а геометријски албедо 0,209.
Астероид је откривен 19. септембра 1852. године.